# Branky
Branky es una localidad del distrito de Vsetín en la región de Zlín, República Checa, con una población estimada a principio del año 2018 de 984 habitantes. 
Se encuentra ubicada al norte de la región, a poca distancia al este de Brno, de la orilla del río Morava —un afluente izquierdo del Danubio—, de la cordillera de Beskides moravo-silesios —zona occidental de los montes Cárpatos— y de la frontera con Eslovaquia y la región de Moravia-Silesia.